# 盗兵符
《壁虎盗兵符》（英語：The Lizard）是1973年上映的一部香港電影，由申江执导兼编剧，宗华等領銜主演。该电影主要讲述的是战国时期魏国救赵国，抗击秦国的故事，该作根据窃符救赵进行改编。

## 劇情簡介
战国时期，魏国因为得知赵国被灭后对本国不利，于是一些人便想通过盗取兵符来夺得兵权，从而一起与赵国抗击秦军。

## 演员
- 宗华
- 夏凡
- 张斌
- 王侠
- 詹森
- 金天柱
- 董力
- 顾文宗
- 杨志卿
- 李允中
- 朱由高
- 西瓜刨
- 袁和平
- 袁振洋
- 沈劳
- 井淼
- 袁日初
- 杨斯
- 袁祥仁

## 備註
1. ↑  吳昊. . 2004年.
2. ↑  魏君子. . 2019年.
3. ↑  张骏祥, 程季华. . 1995年.

## 相關連結
- 互联网电影数据库（IMDb）上《盗兵符》的资料（英文）
- 豆瓣电影上《盗兵符》的資料 （简体中文）
- 香港影庫上《盗兵符》的資料（繁體中文）